# Scoparia benigna
Scoparia benigna is een vlinder uit de familie grasmotten (Crambidae). De wetenschappelijke naam van deze soort is voor het eerst geldig gepubliceerd in 1910 door Meyrick.
De soort komt voor in tropisch Afrika.